# Brevimunda kinabalu
Brevimunda kinabalu är en insektsart som beskrevs av Andrej Vasiljevitj Gorochov 2007. Brevimunda kinabalu ingår i släktet Brevimunda och familjen syrsor. Inga underarter finns listade i Catalogue of Life.